# Dingzhai (sockenhuvudort i Kina, Hubei Sheng, lat 29,60, long 109,05)
Dingzhai (kinesiska: 丁寨, 丁寨乡) är en sockenhuvudort i Kina. Den ligger i provinsen Hubei, i den centrala delen av landet, omkring 510 kilometer väster om provinshuvudstaden Wuhan. Antalet invånare är 21 103. Befolkningen består av 10 472 kvinnor och 10 631 män. Barn under 15 år utgör 20,0 %, vuxna 15-64 år 66 %, och äldre över 65 år 13,0 %.
Runt Dingzhai är det tätbefolkat, med 297 invånare per kvadratkilometer. Närmaste större samhälle är Gaoleshan, 12,6 km nordost om Dingzhai. I omgivningarna runt Dingzhai växer i huvudsak blandskog.
Genomsnittlig årsnederbörd är 1 647 millimeter. Den regnigaste månaden är september, med i genomsnitt 269 mm nederbörd, och den torraste är december, med 17 mm nederbörd.